# Arcoíris

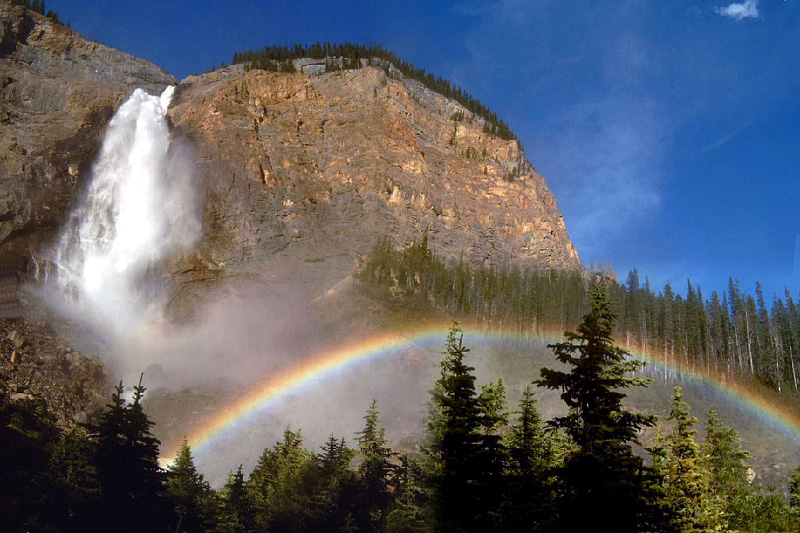
Arcoíris sobre una catarata.

Un arcoíris o arco iris es un fenómeno óptico y meteorológico que causa la aparición en la atmósfera terrestre de un arco multicolor, a veces, doble, por la descomposición de la luz solar en el espectro visible. Se produce por refracción, cuando la luz atraviesa gotas de agua. Está formado por arcos concéntricos de colores, sin solución de continuidad entre ellos, con el rojo hacia la parte exterior y el violeta hacia el interior. A altitud suficiente, por ejemplo cuando se viaja en avión, el arcoíris se puede observar en forma de círculo completo. 

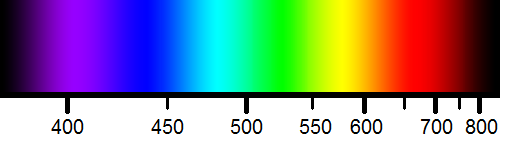
Colores del espectro visible.

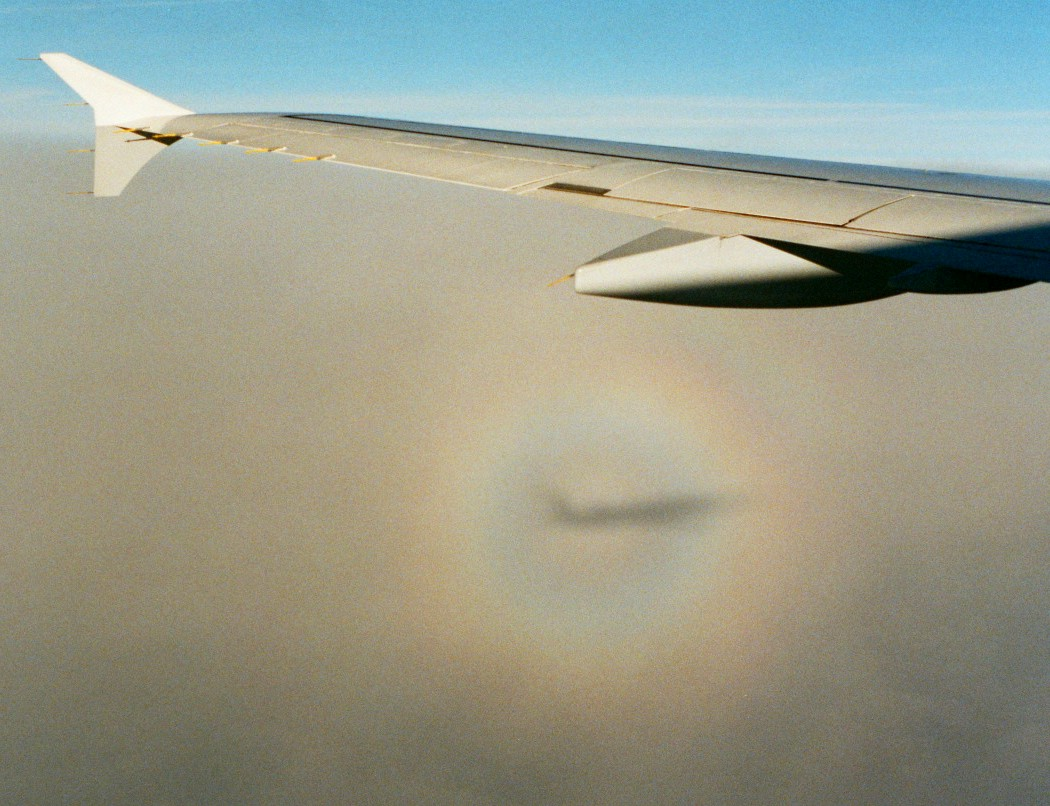
Arcoíris visto desde un avión.

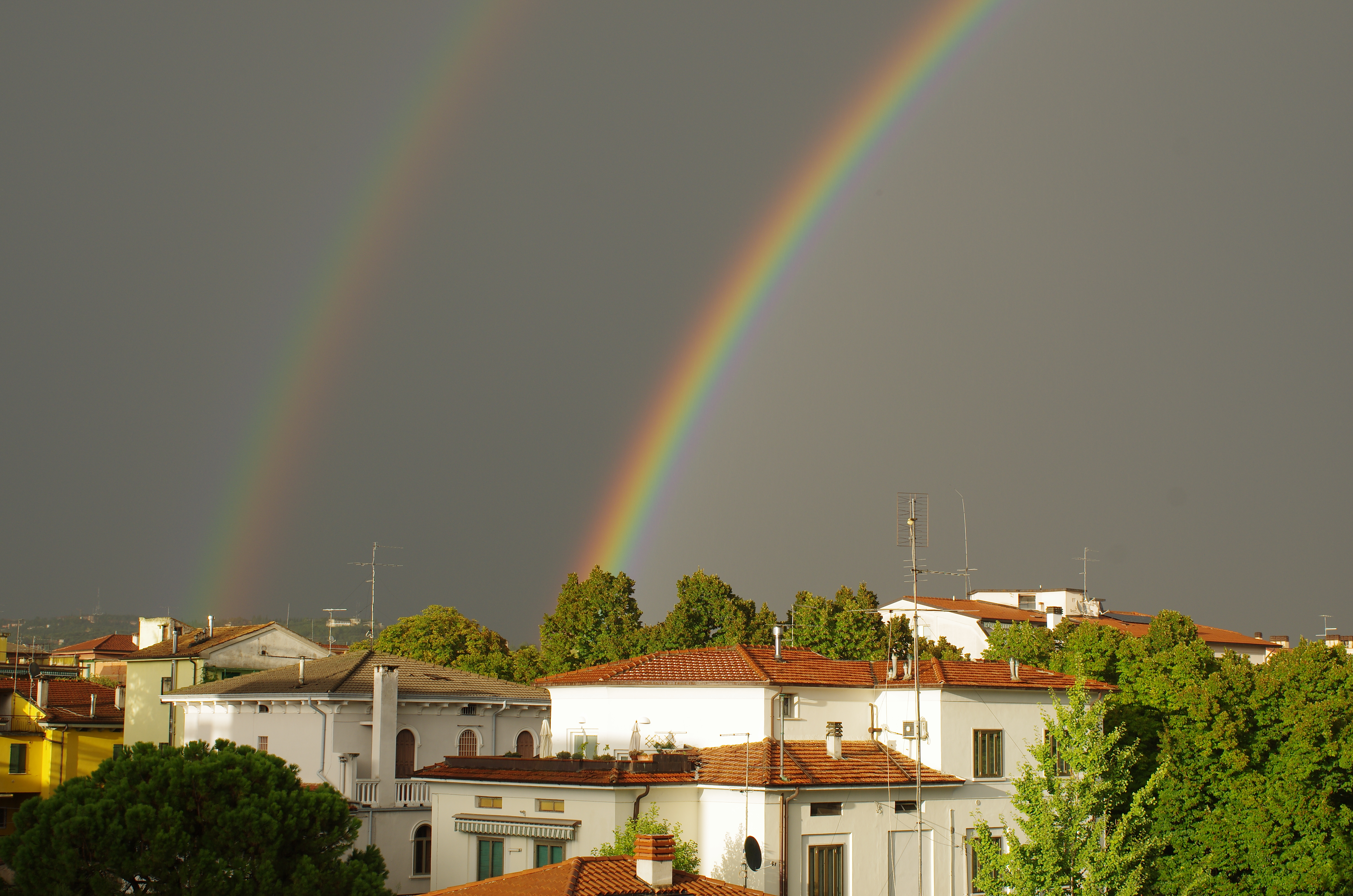
Doble arcoíris en la Ciudad de Verona. Obsérvese la banda oscura de Alejandro entre el arcoíris primario y el secundario.

Cuando se observa un arcoíris doble, el arco secundario rodea al primario. Su intensidad es más tenue y el orden de los colores está invertido.
Para los colores vistos por el ojo humano, la secuencia más comúnmente citada y recordada es la de Isaac Newton, definida por siete colores fundamentales: rojo, naranja, amarillo, verde, azul, índigo y violeta. Una lectura cuidadosa del trabajo de Newton indica que el color que llamó azul es lo que actualmente llamaríamos cian. También a veces el color índigo es llamado azul cuando el otro azul es llamado cian.

## Historia de la ciencia del arcoíris

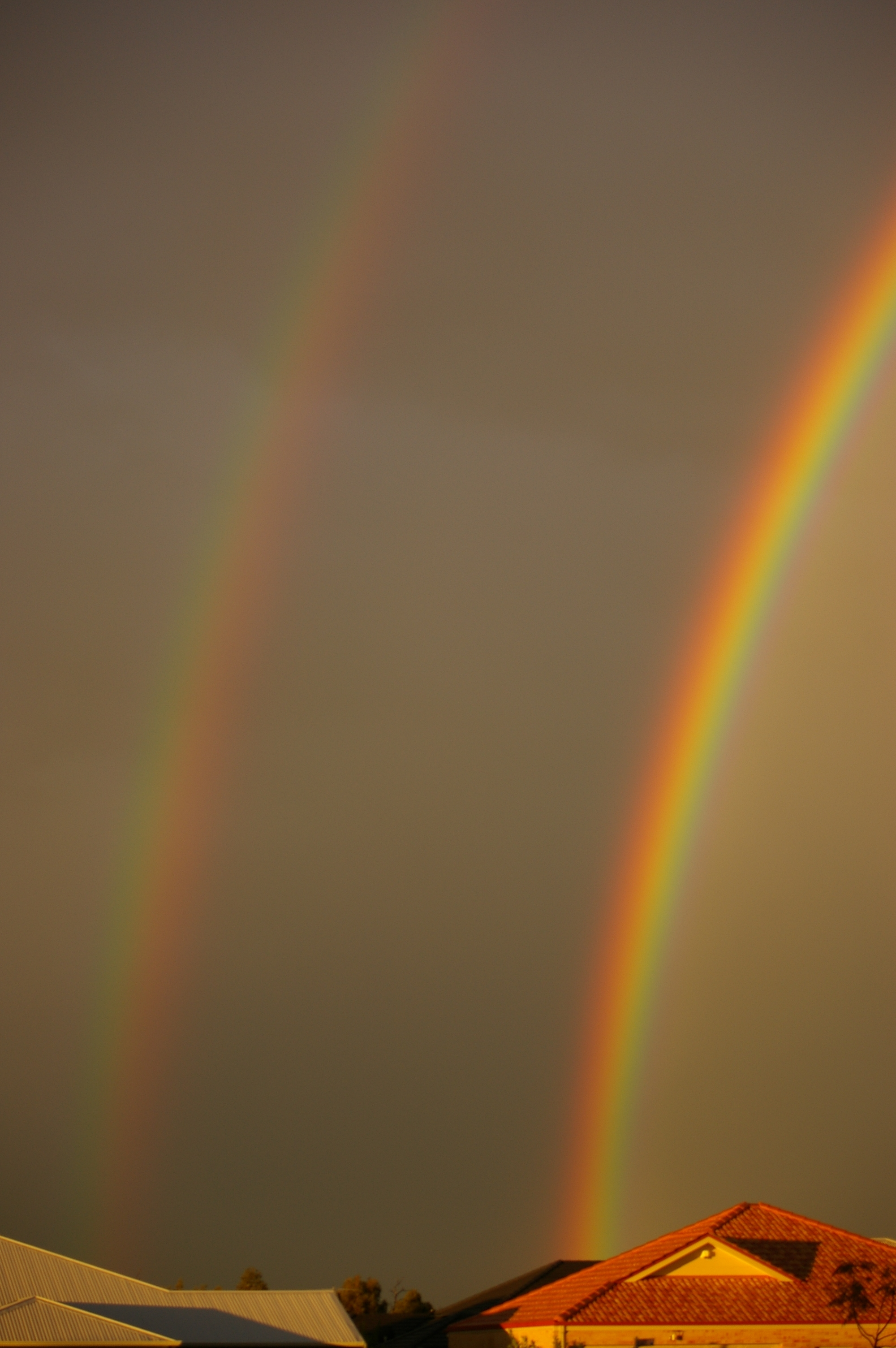
Arcoíris doble. Obsérvese los colores invertidos respecto al otro.

El erudito filósofo griego clásico Aristóteles (384-322 a. C.) fue el primero en dedicar una atención seria al arcoíris. En Meteorológicos, Aristóteles explicó el fenómeno como un reflejo, aunque no es la luz, sino el "rayo visual" (ópsis). Según Raymond L. Lee y Alistair B. Fraser, «A pesar de sus muchas fallas y su atractivo para la numerología pitagórica, la explicación cualitativa de Aristóteles mostró una inventiva y una coherencia relativa que no tuvo parangón durante siglos. Después de la muerte de Aristóteles, gran parte de las teorías sobre el arcoíris consistieron en reacciones a su trabajo, aunque no todas ellas fueron acríticas».
El filósofo griego helenista Epicuro (341-271 a. C.) escribió en su Carta a Pítocles varias explicaciones atomistas de fenómenos astronómicos así como a los meteorológicos, entre ellos el arcoíris: «El arco iris surge cuando el sol brilla sobre el aire húmedo; o también por una cierta mezcla peculiar de la luz con el aire, que causará todas las cualidades distintivas de estos colores o algunos de ellos pertenecientes a un solo tipo, y por el reflejo de esta luz el aire alrededor se coloreará como nosotros. Véalo como es, como el sol brilla sobre sus partes. La forma circular que adopta se debe a que nuestra vista percibe que la distancia de cada punto es igual; o puede ser que, una vez unidos los átomos del aire o de las nubes y los que proceden del sol, el conjunto de ellos presenta una especie de redondez».
En el Libro I de Naturales Quaestiones  (c. 65 d. C.), el filósofo romano Séneca el Joven (4 a. C. - 65 d. C.) analiza ampliamente varias teorías sobre la formación del arcoíris, incluidas las de Aristóteles. Observa que los arcoíris aparecen siempre opuestos al sol, que aparecen en el agua rociada por un remero, en el agua escupida por un batidor sobre la ropa estirada por pinzas o en el agua pulverizada través de un pequeño orificio en una tubería reventada. Incluso hablaba de arcoíris producidos por pequeñas varillas (virgulae) de vidrio, anticipándose a las experiencias de Newton con los prismas. Tenía en cuenta dos teorías: una, que el arcoíris era producido por el sol reflejándose en cada gota de agua; y la otra, que era producido por el sol reflejándose en una nube con forma de espejo cóncavo; favorecía la segunda. También analizaba otros fenómenos relacionados con el arcoíris: las misteriosas "virgas" (varillas), los halos y la parhelia.
Según Hüseyin Gazi Topdemir, el físico árabe y polimata Alhacén (965-1039), intentó proporcionar una explicación científica del fenómeno del arcoíris. En su Maqala fi al-Hala wa Qaws Quzah (‘sobre el arcoíris y el halo’), Alhacén «explicó la formación del arcoíris como una imagen, que se forma en un espejo cóncavo. Si los rayos de luz provenientes de una fuente de luz más lejana reflejan a cualquier punto en el eje del espejo cóncavo, forman círculos concéntricos en ese punto. Cuando se supone que el sol como una fuente de luz más lejana, el ojo del espectador como un punto en el eje del espejo y una nube como una superficie reflectante , entonces se puede observar que los círculos concéntricos se están formando en el eje». No pudo verificar esto porque su teoría de que «la luz del sol es reflejada por una nube antes de llegar al ojo» no permitía una posible verificación experimental.
Esta explicación fue repetida por Averroes,[cita requerida] y, aunque incorrecta, proporcionó la base para las explicaciones correctas dadas más tarde por Kamāl al-Dīn al-Fārisī en 1309 e, independientemente, por Teodorico de Freiberg (ca. 1250 - ca. 1311)[cita requerida] —ambos habían estudiado el Libro de Óptica de al-Haytham.
Un contemporáneo de Ibn al-Haytham, el filósofo y erudito persa Ibn Sīnā (Avicena, 980-1037), proporcionó una explicación alternativa: «que el arco no se forma en la nube oscura sino más bien en la niebla muy fina que se encuentra entre la nube y el sol o el observador. La nube, pensaba, sirve simplemente como fondo de esta sustancia delgada, al igual que cuando se coloca un revestimiento de mercurio sobre la superficie posterior del vidrio en un espejo. Ibn Sīnā cambiaría el lugar no solo del arco, sino también de la formación del color, sosteniendo que la iridiscencia es simplemente una sensación subjetiva en el ojo». Esta explicación, sin embargo, también era incorrecta.[cita requerida] El relato de Ibn Sīnā aceptaba muchos de los argumentos de Aristóteles sobre el arcoíris.
En la China de la dinastía Song (960-1279), un polimata y funcionario erudito llamado Shen Kuo (1031-1095) planteó la hipótesis —como había hecho antes un tal Sun Sikong (1015-1076)— de que los arcoíris se formaban por un fenómeno de la luz solar al encontrarse gotas de lluvia en el aire. Paul Dong señala que la explicación de Shen del arcoíris como un fenómeno de refracción atmosférica «está básicamente de acuerdo con los principios científicos modernos».
Según Nader El-Bizri, el astrónomo persa Qutb al-Din al-Shirazi (1236-1311), dio una explicación bastante precisa del fenómeno del arcoíris. Esta fue elaborada por su alumno, Al-Farisi  (1267-1319), quien dio una explicación más satisfactoria matemáticamente del arcoíris. «Propuso un modelo en el que el rayo de luz del sol era refractado dos veces por una gota de agua, ocurriendo uno o más reflejos entre las dos refracciones». Se realizó un experimento con una esfera de vidrio llena de agua y Al-Farisi mostró que las refracciones adicionales debidas al vidrio podían ignorarse en su modelo. 
Como señaló en su  Kitab Tanqih al-Manazir  [La revisión de la Óptica], al-Farisi usó un gran recipiente de vidrio transparente en forma de esfera, que se llenó con agua, para tener un modelo experimental a gran escala de una gota de lluvia. Luego colocó ese modelo en una cámara oscura que tenía una apertura controlada para dejar pasar la luz. Proyectó luz en la esfera y finalmente dedujo a través de varios ensayos y observaciones detalladas de los reflejos y las refracciones de la luz que los colores del arcoíris eran fenómenos de descomposición de la luz.

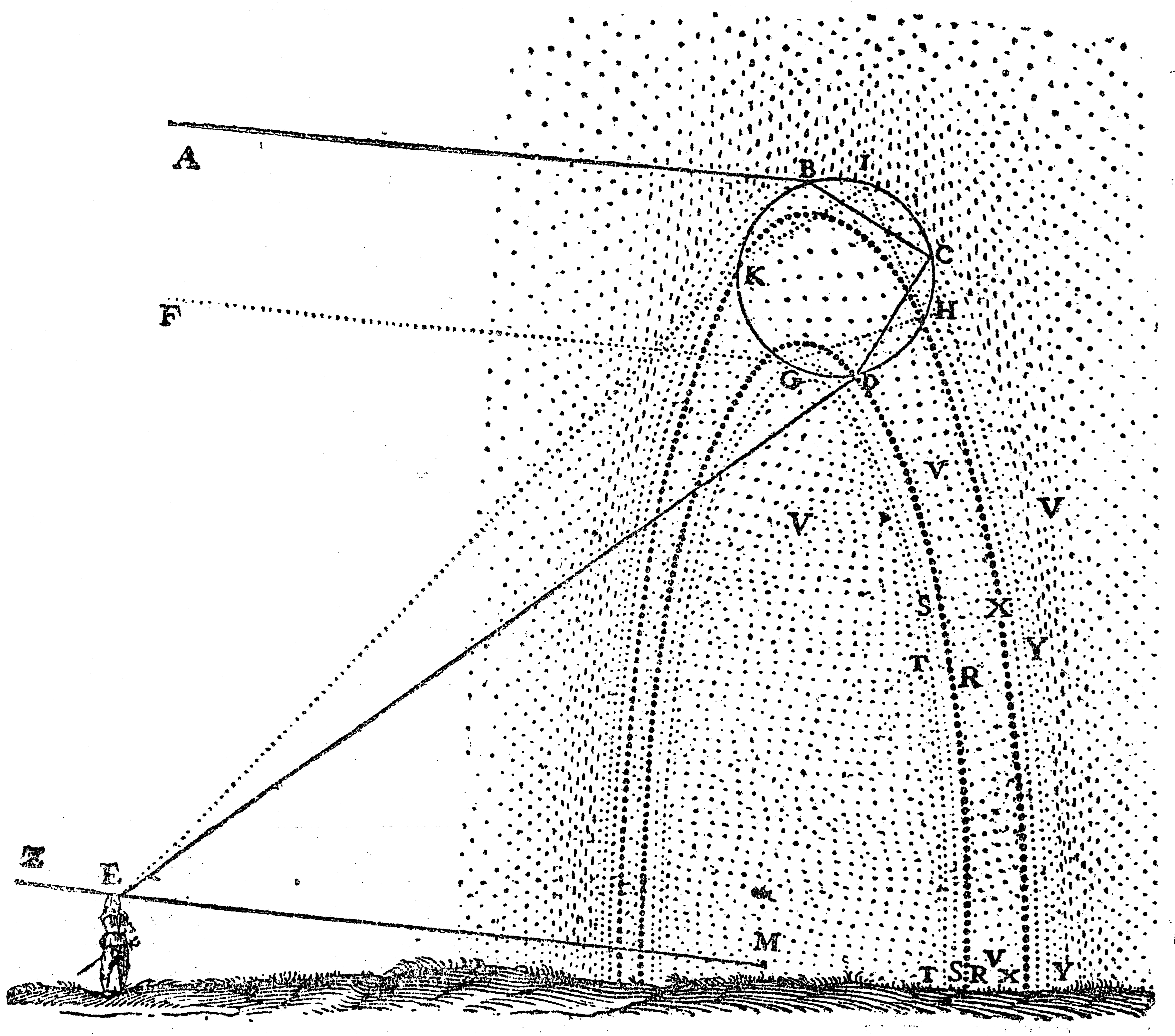
Bosquejo de René Descartes de cómo se forman los arcoíris primarios y secundarios

En Europa, el Libro de óptica de Alhacén fue traducido al latín y estudiado por Robert Grosseteste. Su trabajo sobre la luz fue continuado por Roger Bacon, quien escribió en su  Opus majus  de 1268 sobre experimentos con luz brillando a través de cristales y gotas de agua que mostraban los colores del arcoíris. Además, Bacon fue el primero en calcular el tamaño angular del arcoíris. Afirmó que la cima del arcoíris no puede aparecer a más de 42° sobre el horizonte. Se sabe que Teodorico de Freiberg dio una explicación teórica precisa tanto del arcoíris primario como del secundario en 1307 (que luego fue desarrollada por Antonius de Demini en 1611[cita requerida]). Explicó el arcoíris primario, señalando que «cuando la luz del sol cae sobre gotas individuales de humedad, los rayos experimentan dos refracciones (al entrar y salir) y un reflejo (en la parte posterior de la gota) antes de la transmisión al ojo del observador». Explicó el arcoíris secundario a través de un análisis similar que involucraba dos refracciones y dos reflejos.  
René Descartes, en su tratado de 1637, Discurso del método, avanzó aún más en esta explicación. Sabiendo que el tamaño de las gotas de lluvia no parecía afectar el arcoíris observado, experimentó con el paso de rayos de luz a través de una gran esfera de vidrio llena de agua. Al medir los ángulos en los que emergían los rayos, concluyó que el arco primario era causado por un único reflejo interno dentro de la gota de lluvia y que el arco secundario podría ser causado por dos reflejos internos. Apoyó esta conclusión con una derivación de la ley de refracción (posterior a, pero independientemente de la ley de Snell) y calculó correctamente los ángulos para ambos arcos. Sin embargo, su explicación de los colores se basó en una versión mecánica de la teoría tradicional de que los colores se producían mediante una modificación de la luz blanca.
Isaac Newton demostró que la luz blanca estaba compuesta por la luz de todos los colores del arcoíris, que un prisma de vidrio podía separar en el espectro completo de colores — descomposición de la luz blanca—, rechazando la teoría de que los colores se producían mediante una modificación de la luz blanca. También mostró que la luz roja se refractaba menos que la luz azul, lo que llevó a la primera explicación científica de las principales características del arcoíris. La teoría corpuscular de la luz de Newton fue incapaz de explicar los arcoíris supernumerarios, para los que no se encontró una explicación satisfactoria hasta que Thomas Young se dio cuenta de que la luz se comportaba como una onda bajo ciertas condiciones y que podía interferir consigo misma.
El trabajo de Young, más tarde elaborada en detalle por Richard Potter,  fue refinado en la década de 1820 por George Biddell Airy, que explicó que había una dependencia entre fuerza de los colores del arcoíris y el tamaño de las gotas de agua.. Las descripciones físicas modernas del arcoíris se basan en la dispersión de Mie, obra publicada por Gustav Mie en 1908. Los avances en los métodos computacionales y en la teoría óptica continúan conduciendo a una comprensión más completa de los arcoíris. Por ejemplo, Nussenzveig ofrece una visión general moderna.

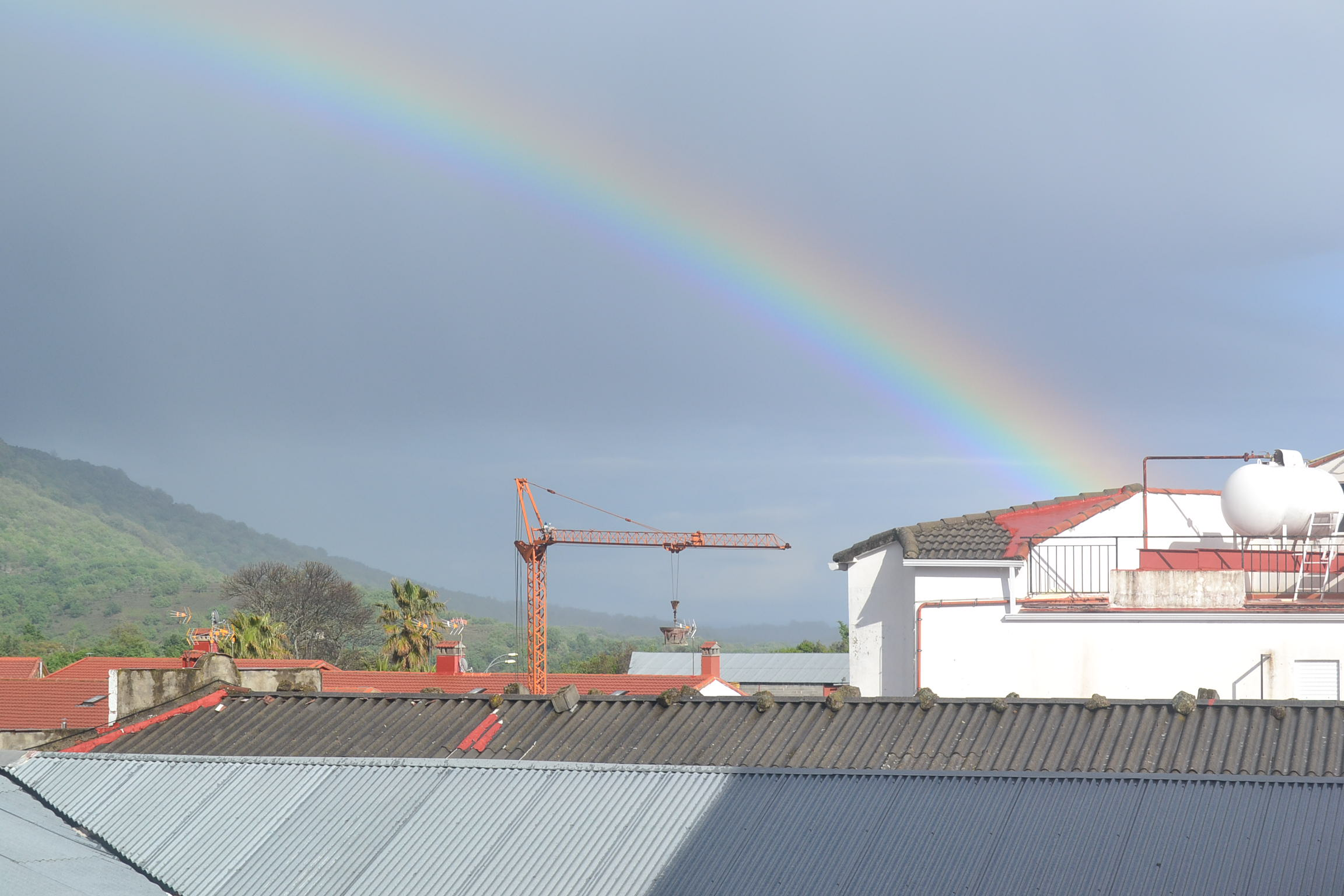
Arcoíris en Losar de la Vera, Cáceres, España, abril de 2012

## Explicaciones sobre el fenómeno

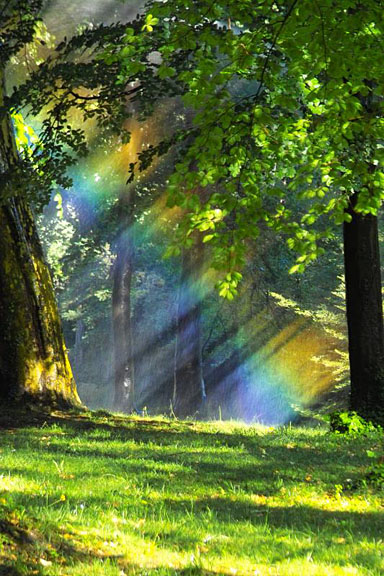
Arcoíris en un bosque

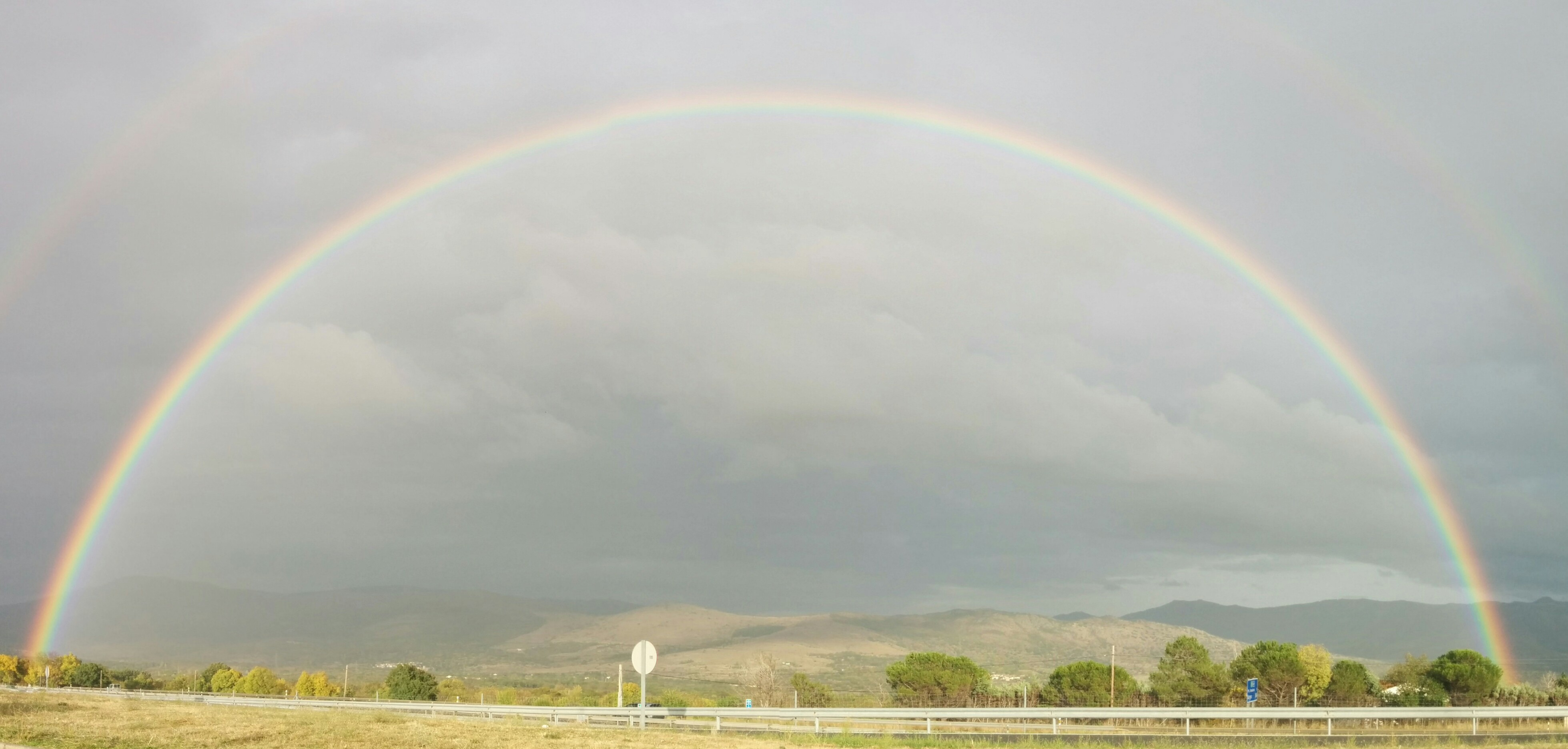
Doble arcoíris sobre la autovía del Norte (España).

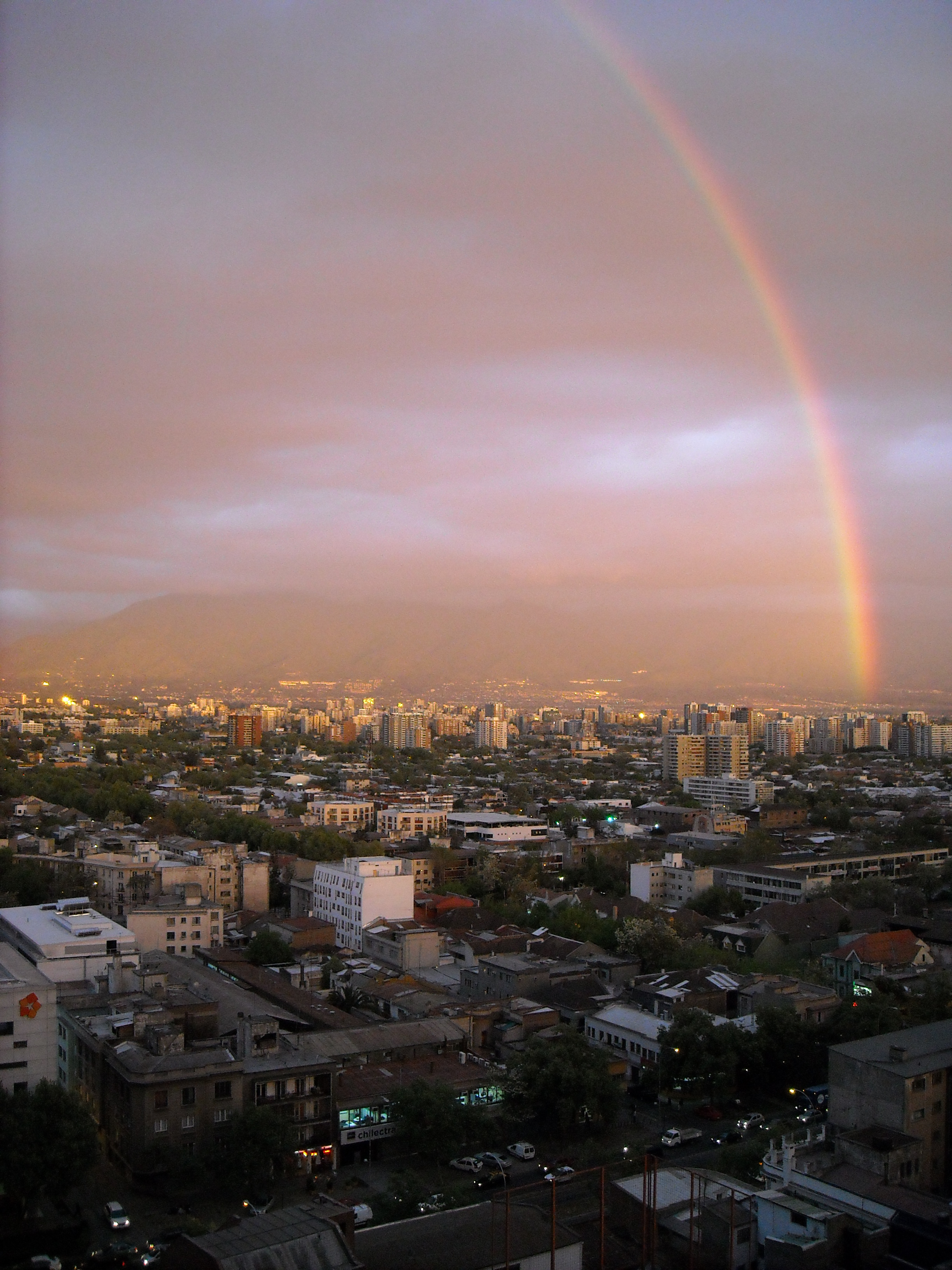
Arcoíris en la ciudad.

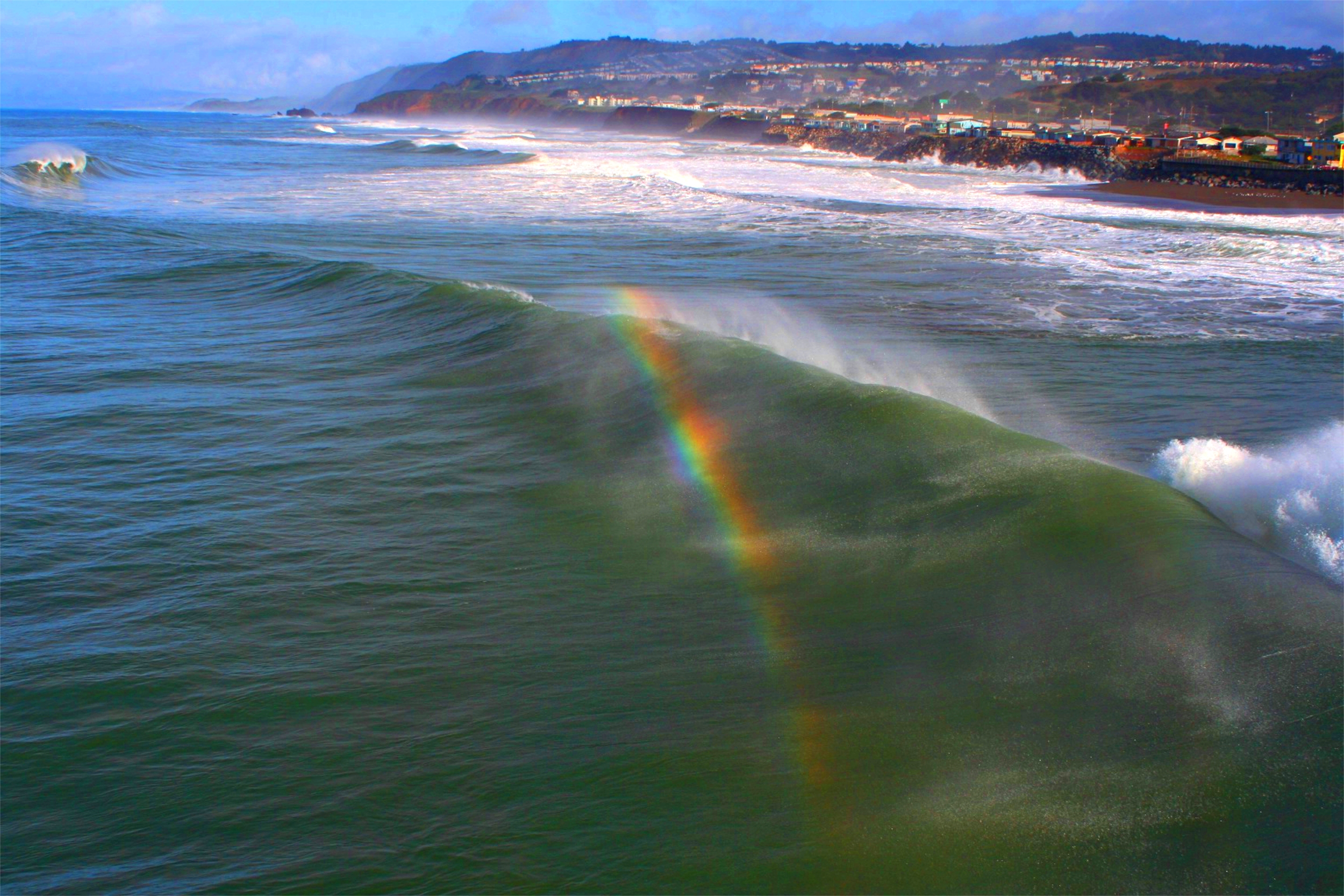
Arcoíris en el mar.

Descomposición de la luz en una gota de agua.

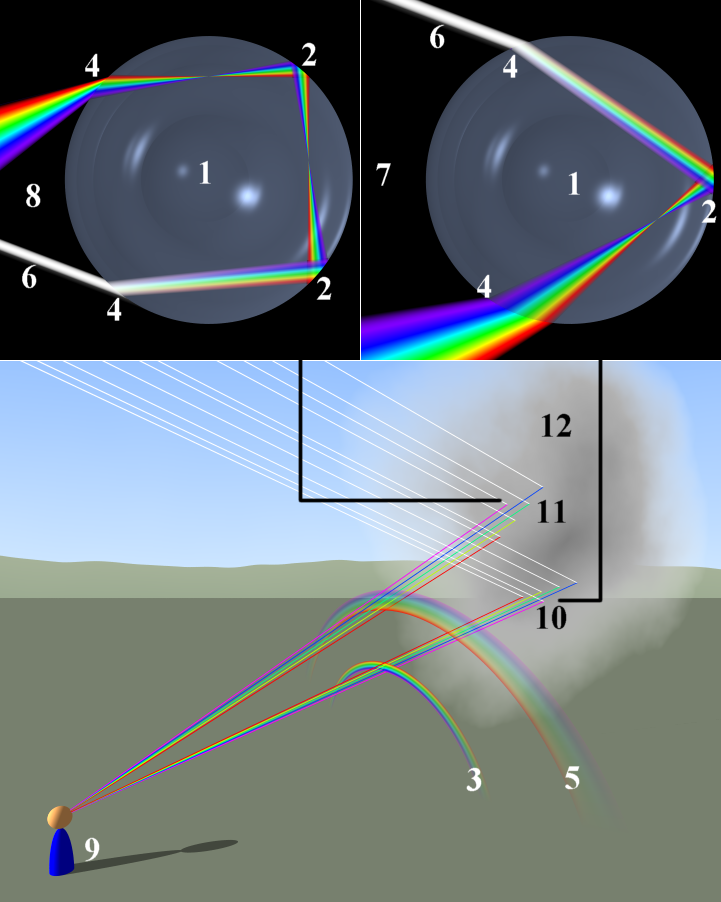
Diagrama que muestra como se forman los arcoíris primarios y secundarios debido a la descomposición de luz blanca en gotitas esféricas.

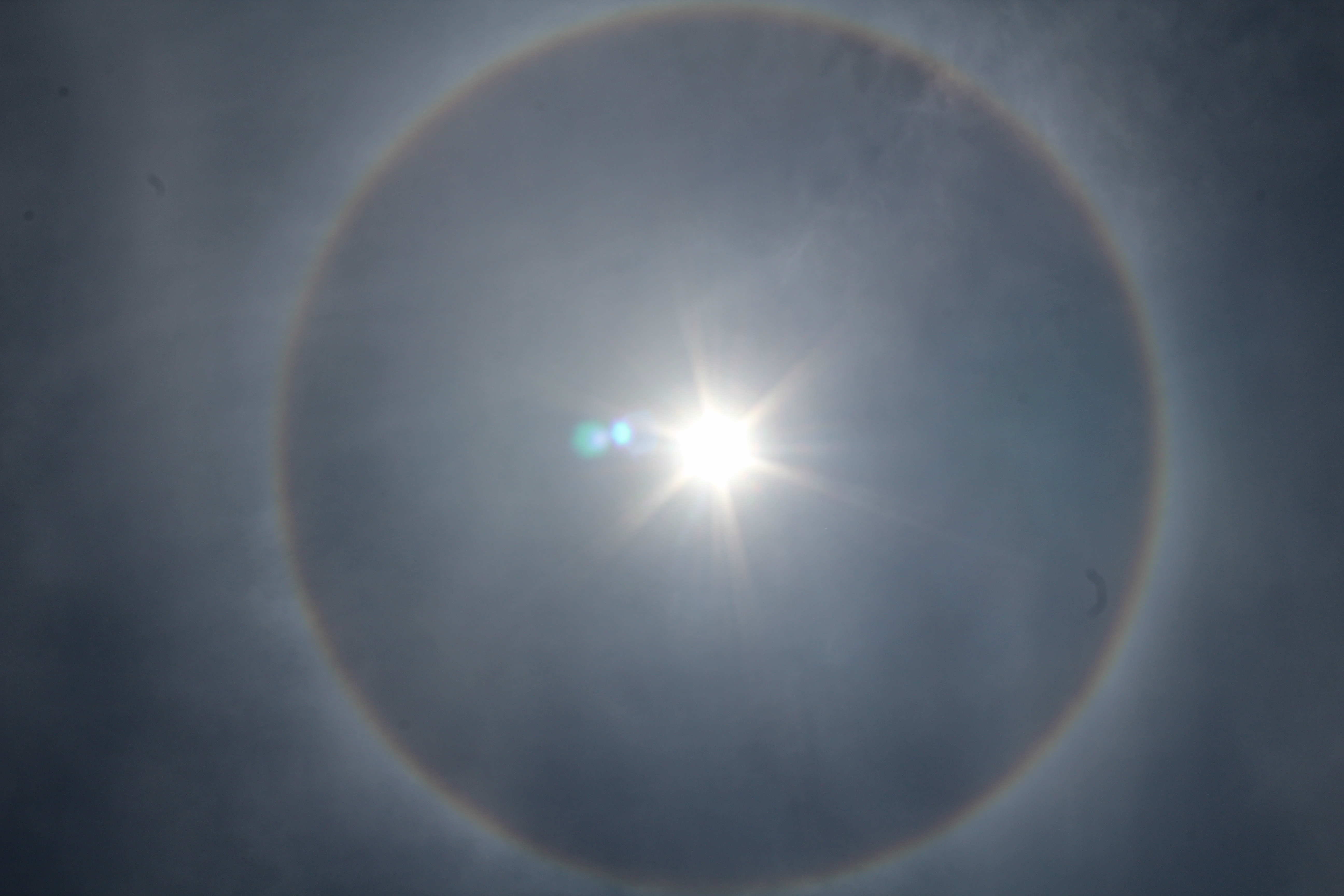
Antelia en la Ciudad de México.

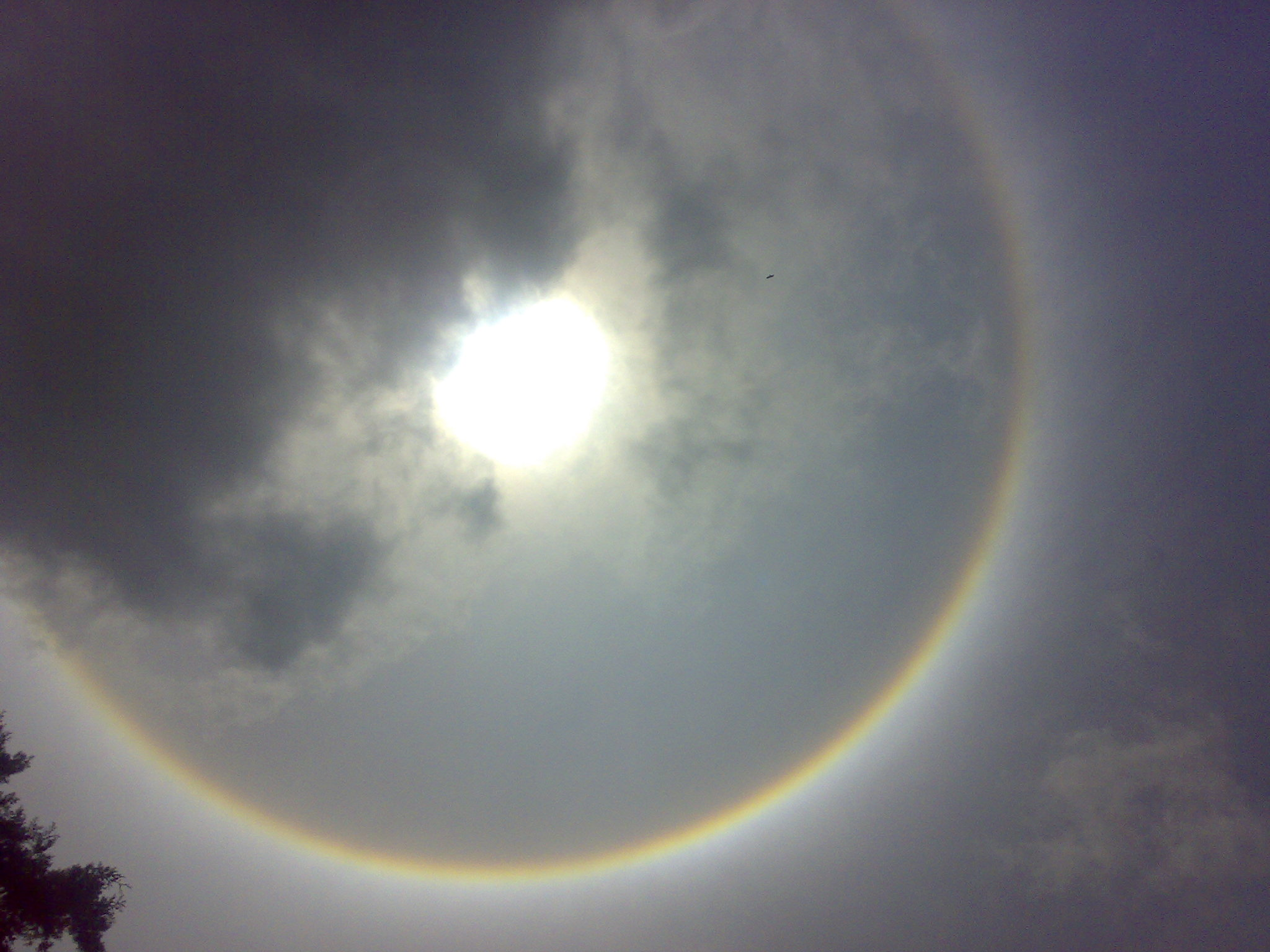
Antelia en la Ciudad de Guatemala.

Cuando la luz solar incide sobre las gotas de lluvia, estas se encargan de producir el efecto, pero en algunas mucho más que en otras. Los rayos del Sol involucrados con la formación del arcoíris salen de las gotas de lluvia con un ángulo de aproximadamente 138 grados respecto de la dirección que llevaban antes de entrar en ellas. Este es el «ángulo del arcoíris», descubierto por René Descartes en el año de 1637. Como el ángulo de salida es de solo 138 grados, la luz no se refleja exactamente hacia su origen. Esto hace posible que el arcoíris sea visible para el observador, que no se suele encontrar exactamente entre el Sol y la lluvia. De manera que siempre, si se  está frente a un arcoíris, el Sol estará detrás.
Para ser más precisos, es la luz amarilla la que es dispersada a 138° de su trayectoria original. La luz de otros colores es dispersada en ángulos algo distintos. La luz roja del arcoíris se dispersa en una dirección ligeramente menor que 138°, mientras que la luz violeta sale de las gotas de lluvia en un ángulo un poco mayor.
Un rayo de luz solar, de los que forman un arcoíris, cambia su dirección tres veces mientras se mueve a través de una gota de lluvia: Primero entra en la gota, lo cual ocasiona que se refracte ligeramente. Entonces se mueve hacia el extremo opuesto de la gota, y se refleja en la cara interna de la misma. Finalmente, vuelve a refractarse cuando sale de la gota de lluvia en forma de luz dispersa. La descomposición en colores es posible porque cada longitud de onda se refracta con un ángulo diferente, generando cada color del arcoíris.
La luz solar emerge de muchas gotas de lluvia a un tiempo. El efecto combinado es un mosaico de pequeños destellos de luz dispersados por muchas gotas de lluvia, distribuido como un arco en el cielo. Los diversos tamaños y formas de las gotas afectan la intensidad de los colores del arcoíris. Gotas pequeñas hacen un arcoíris pálido y de colores con tonalidades pastel; gotas grandes producen colores muy vivos. Además, las gotas grandes son aplastadas por la resistencia del aire mientras caen. Esta distorsión ocasiona que el "final" del arcoíris tenga colores más intensos. Quizás sea esta la causa de la leyenda que sugiere la existencia de una olla que contiene oro resplandeciente en el final del arcoíris.
A veces, es posible ver también lo que se conoce como arcoíris secundario. El arcoíris primario, que se ha dado en llamar simplemente «arcoíris», es siempre un arco interior y más próximo al observador que el arcoíris secundario. Si la luz que incide sobre la gota de agua realiza al menos dos refracciones y tres reflexiones internas se puede deducir su trayectoria. El resultado es la formación de un arcoíris secundario de colores invertidos, más débil y que queda por encima del primario. Su debilitamiento se debe a la luz que se refracta y sale al exterior en cada reflexión interna.
Los ángulos que forman los rayos incidente y refractado hacia el ojo son mayores en el rayo secundario: 50° para la luz roja y 54° para la violeta. Ya se vio  que en la formación del primario ese ángulo era de 138° para la luz roja, esto es, 42° respecto al observador.
El orden de los colores en el arco secundario está invertido debido a la doble reflexión interna. Teóricamente puede haber más de tres reflexiones internas, que darían lugar a cuatro y cinco arcoíris. El tercero y cuarto estarían entre el observador y el sol y quizás nunca se puedan ver. El quinto se produce en la misma zona del primero y del segundo y no es perceptible porque es muy tenue. Es posible, en un experimento de laboratorio, demostrar que se pueden conseguir hasta 13 arcoíris visibles, aunque, lógicamente su luminosidad se reduce considerablemente.
Es interesante señalar que ninguna luz emerge en la región entre los arcoíris primario y secundario. Esto coincide con algunas observaciones, que señalan que la región entre los dos arcos es muy oscura, mientras que en la parte exterior del arco secundario y en la parte interior del arco primario es visible una considerable cantidad de luz, lo cual se debe al reflejo de la luz blanca concentrada justo antes de su refracción para formar el arcoíris. Esta zona oscura intermedia se debe a la intensidad de la cortina de agua, que absorbe toda la luz posible hacia el interior de la misma, por lo que el arco secundario es simplemente un reflejo del primario en dirección hacia el observador y es conocida como banda de Alejandro.
En algunas ocasiones, cuando los arcoíris primario y secundario son muy brillantes, se puede observar un tercero dentro del primario y un cuarto fuera del secundario. A estos arcos se les llama arcos supernumerarios y se deben a efectos especiales de interferencia luminosa.
Cuando alguien mira un arcoíris, lo que está viendo en realidad es luz dispersada por ciertas gotas de lluvia. Otra persona que se encuentre al lado del primer observador verá luz dispersada por otras gotas. De manera que puede decirse que cada quien ve su propio arcoíris, distinto (hablando en un sentido estricto) del que ven todos los demás.
Es común pretender estimar la posición del arco, especialmente sus "extremos", es decir, allí donde desaparece por no existir gotas que descompongan la luz. Pero el arcoíris es, en realidad, un cono iris: todas las gotas situadas en la misma posición respecto del espectador y del sol descomponen la luz de igual manera. Si existen solamente gotas lejanas, el espectador tendrá la percepción de que el arco se encuentra en una posición determinada. En cambio, si unas gotas se encuentran próximas y otras alejadas, el espectador percibirá que la situación del arco es indeterminada. 
Si las condiciones atmosféricas y el sitio de observación son perfectos, entonces la lluvia y el Sol trabajan juntos para crear un anillo de luz completo, denominado arcoíris circular, como el que se vio el 6 de agosto de 2007 en la isla de Langkawi, Malasia.[cita requerida] En los arcoíris normales el rojo es el color exterior, y el violeta el interior, pero en los circulares la variación es la contraria.
Respecto de las condiciones para ver un arcoíris se reducen a que el observador tiene que estar localizado entre el sol y una lluvia de gotas esféricas (una lluvia uniforme). Es posible que el observador crea que la lluvia no es uniforme donde él se encuentra, pero sí debe serlo desde donde localizaría el arcoíris. ¿Y cuándo son las gotas esféricas? Las gotas son esféricas cuando caen a una velocidad uniforme, constante. Esto es posible en condiciones de aceleración gravitatoria contando con las fuerzas viscosas de oposición del aire. Cuando se cumple que la velocidad de las gotas es uniforme, la gota adquiere un volumen máximo con la mínima superficie (esfera). Únicamente en estas condiciones es posible la dispersión luminosa dentro de la gota y por tanto el arcoíris, aunque ligeras variaciones de la esfera puedan dar diversas variaciones en un arcoíris. Por lo tanto, la lluvia no debe ser torrencial, ni estar afectada por el viento. Es por ello que no siempre se contempla el arcoíris cuando hay lluvia y sol.
Es importante notar la altura del Sol cuando uno observa un arcoíris, pues es algo que ayuda a determinar qué tanto alcanza uno a ver de él: cuanto más bajo se encuentre el Sol, más alta será la cresta del arcoíris y viceversa. Alguien que pueda elevarse un poco sobre la superficie de la Tierra, se daría cuenta de que ciertos arcoíris continúan por debajo del horizonte. Quienes escalan montañas altas han logrado ver en ocasiones una buena parte de arcoíris circulares completos. Pero ni siquiera las montañas poseen la suficiente altura como para poder llegar a observar un arcoíris circular en su totalidad.
Los aviadores han informado algunas veces haber visto genuinos arcoíris circulares completos, los cuales curiosamente han pasado inadvertidos para los pasajeros de sus aeronaves. Esto puede deberse a que las ventanas de los viajeros son muy estrechas y ofrecen un campo de visión muy reducido, a diferencia del impresionante campo visual que tiene el piloto.

## Religión y mitología

### Leyenda de Gilgamesh
Otra antigua representación del arcoíris se da en la epopeya de Gilgamesh (entre el 2500 y el 2000 a. C.), donde el arcoíris es el «collar de pedrería de la gran madre Ishtar» que levanta hacia el cielo como una promesa de que «nunca olvidará estos días de la gran inundación» que destruyó a sus hijos.

Entonces llegó Ishtar. Levantó el collar de grandes joyas que su padre, Anu, había creado para complacerla y dijo: los dioses celestiales, tan bien como este collar de pedrería cuelga sobre mi cuello, nunca olvidaré estos días de la gran inundación. Deje que todos los dioses excepto Enlil vienen a la oferta. Enlil puede no venir, porque sin razón que sacó la inundación destruyó mi pueblo.
La epopeya de Gilgamesh.

### Biblia hebrea

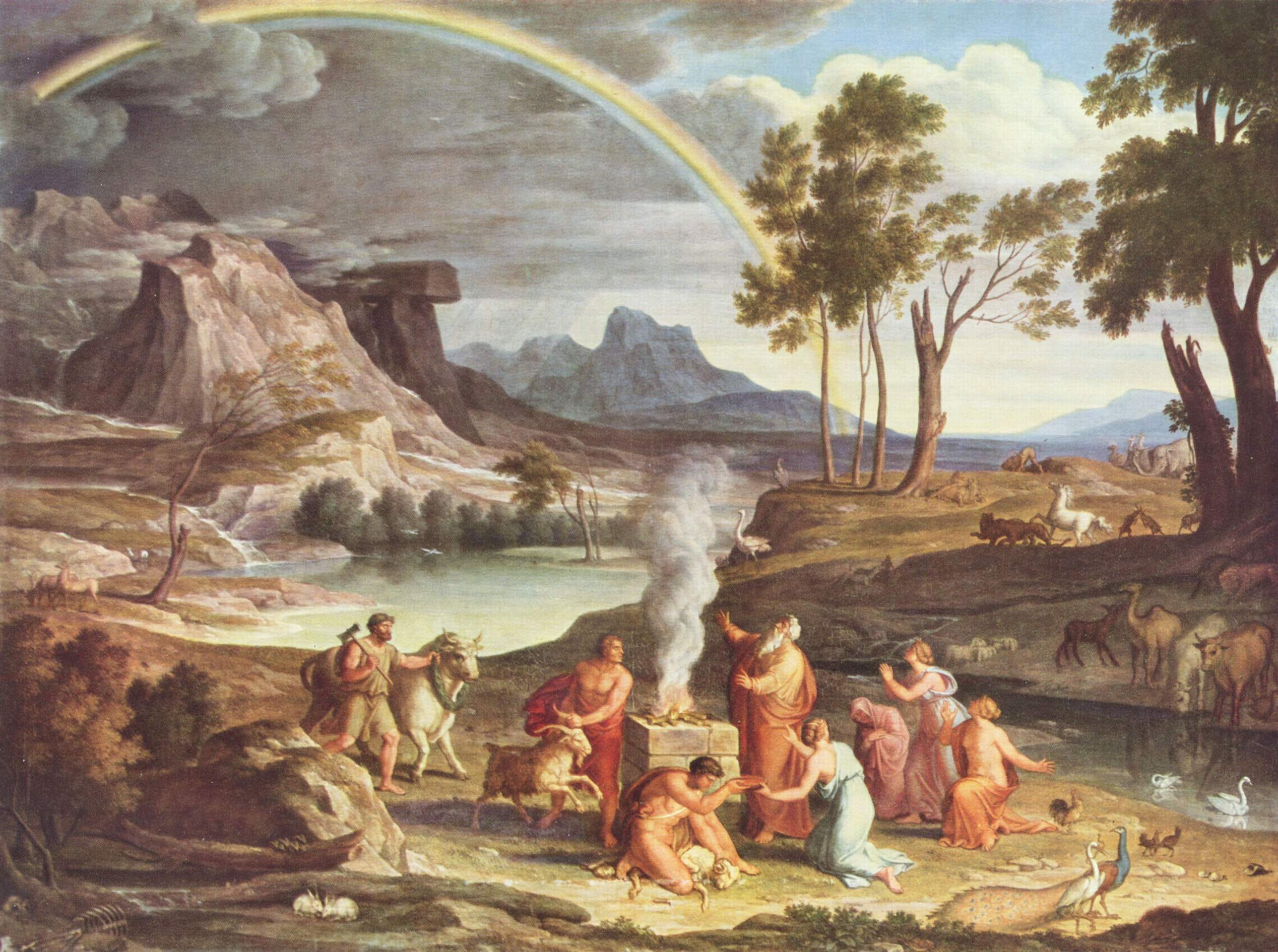
En el libro de Génesis, un arcoíris simbolizó la alianza de Dios con Noé y su promesa de que no destruirá la Tierra con un diluvio otra vez.

Según el Antiguo Testamento (hacia el siglo VII a. C.), el arcoíris fue creado por Dios tras el Diluvio universal. En el relato bíblico, este aparecería como muestra de la voluntad divina y para recordar a los hombres la promesa hecha por el propio Dios a Noé de que jamás volvería a destruir la tierra con un diluvio.

Mi arco he puesto en las nubes, el cual será por señal del pacto entre mí y la tierra. Y sucederá que cuando haga venir nubes sobre la tierra, se dejará ver entonces mi arco en las nubes. Y me acordaré del pacto mío, que hay entre mí y vosotros y todo ser viviente de toda carne; y no habrá más diluvio de aguas para destruir toda carne.
Génesis 9:13-15. Biblia Reina-Valera, 1960

### Mitología griega
Para los griegos, el arcoíris era una diosa mensajera entre el cielo y la tierra llamada Iris, hija de Taumante y la oceánide Electra.

### Mitología nórdica
Para los nórdicos, el arcoíris o «Bifröst» era un puente que unía Midgard (el mundo de los hombres) y Asgard (el mundo de los dioses) custodiado por el dios Heimdall.

### Mitología incaica
Para los incas, el arcoíris era considerado la personificación del dios Kuychi. La figura de esta deidad se asociaba con el advenimiento de eventos benéficos y nefastos.

## Símbolo activista
En torno al símbolo pacifista:

La bandera de la paz

Actual versión de la bandera del orgullo gay

La extensión de la preocupación por la paz en el mundo, ha llevado a la búsqueda de símbolos de carácter universal y ajenos a las principales culturas. En Italia en 1961 se empezó a utilizar, la bandera con los colores del arcoíris y la palabra «pace» (paz en italiano). El movimiento «Pace da tutti i balconi» (Paz desde todos los balcones) promueve colgar dichas banderas en los balcones como forma de adherirse al deseo de paz. Se calcula que en Milán se colgaron más de un millón de dichas banderas contra la Guerra de Irak.
En torno al símbolo de la bandera multicolor LGBT:
Con el progreso de movimientos sociales reivindicacionistas en el mundo, en la actualidad destacan los movimientos por los derechos de gais, lesbianas, bisexuales y transexuales (LGBT) que escogieron como símbolo la bandera del arcoíris, y eliminando el celeste. Fue promovido por el artista Gilbert Baker y nació de la identificación inicial de tales luchas sociales LGBT con el movimiento hippie en la década de 1960, que usaba ese símbolo. Más recientemente el arcoíris invertido de seis colores se afirmó con la utilización de la canción de la cantante y actriz Judy Garland denominada «Over the Rainbow» (Sobre el arcoíris) como tema de las movilizaciones LGBT —particularmente en los Estados Unidos y el mundo occidental— por iniciativa del cantautor Rufus Wainwright'.